# William Kreigsman
Anders Wilhelm "William" Kreigsman, född 25 oktober 1886 i Leksands socken, död 5 mars 1947 i Stockholm, var en svensk idrottare och idrottsledare.
William Kreigsman var son till byggmästaren Anders Andersson Krigsman. Han gick i skola i Avesta och kom där i kontakt med idrotten. Sedan han flyttat till Stockholm där han genomgick underofficersutbildning vid Karlsberg engagerade han sig först i Stockholms sportklubb och därefter i Fredrikshofs IF. Huvudsakligen sysslade han med allmän idrott, sina största framgångar hade han i spjutkastning och långdistanslöpning. 1910-1916 genomgick han Ernst Hjertbergs tränarkurser. 1912 assisterade han C. Perry vid anläggandet av löparbanorna vid Stockholms stadion. Inför de kommande men senare inställda Olympiska sommarspelen 1916 anställdes Kreigsman som assistent till Hjertberg. Han arbetade 1917-1919 som tränare i Danmark, 1919-1926 i Norge och 1927-1928 i Nederländerna. Kriegsman kom att anlägga löparbanorna inför Olympiska sommarspelen 1928 i Amsterdam. Senare anlade han även löparbanor vid White City Stadium och i Tel Aviv. Från 1928 var Kreigsman bosatt i Skåne där han särskilt arbetade för Malmö Allmänna Idrottsförening där hans insatser gjorde att föreningen i början av 1930-talet var en av Sveriges mest framstående friidrottsföreningar. Under Olympiska sommarspelen 1936 var Kreigsman under ett halvår anställd av Svenska Idrottsförbundet. 1941 lämnade han Malmö för att flytta till Stockholm, där han 1941-1946 var tränare för Svenska Gångförbundet. 1946-1947 var han anställd av Stockholms stads idrottsstyrelse som utbildare av idrottsinstruktörer.